# Liste des véhicules automobiles protégés au titre des monuments historiques
Cette liste présente les véhicules automobiles protégés au titre des monuments historiques en France (automobiles, camions, chars, motocyclettes, etc.).

## Statistiques
457 véhicules automobiles sont protégés au titre des monuments historiques en France. Tous font l'objet d'un classement (aucune inscription). La majorité de ces véhicules sont ceux de la collection des Frères Schlumpf hébergée à la Cité de l'automobile à Mulhouse avec 431 véhicules classés simultanément par décret le 14 avril 1978. Cette collection comporte entre autres 381 voitures automobiles, une camionnette, 18 berlines, 4 motocyclettes, un side-car, un fiacre, 19 châssis automobiles, 3 autobus, un porte échelle et deux voitures électriques d'enfant.
Les collections du château du Mouillon à Rive-de-Gier (collection Massimi-Marrel) constituent le second ensemble avec 16 véhicules classés le 27 novembre 2008. 
Un troisième ensemble constitué de 11 automobiles et 3 châssis roulants de la collection Jean-Albert Grégoire, propriété de l'Institut pour l'histoire de l'aluminium, a été classé le 30 août 2016 en tant qu'Objets monuments historiques et a rejoint en 2020 les collections de la Cité de l'Automobile.

## Liste
| Commune                                 | Lieu                                     | Désignation | Type                                       | Protection | Date de protection | Base Palissy   | Image                      |
| --------------------------------------- | ---------------------------------------- | --- | ------------------------------------------ | ---------- | ------------------ | -------------- | -------------------------- |
| Mulhouse                                | Cité de l'automobile                     | Adler Trumpf Junior - 1936                                                                                          | Prototype automobile                       | classé     | 2016               | « PM68002065 » | Proposez une photo         |
| Mulhouse                                | Cité de l'automobile                     | Ner-A-Car type CK1 par Sheffield-Simplex (MNA 1811) - 1926                                                          | motocyclette                               | classé     | 1978               | « PM68001897 » | Proposez une photo         |
| Mulhouse                                | Cité de l'automobile                     | Ner-A-Car type CK1 par Sheffield-Simplex (MNA 1813) - 1926                                                          | motocyclette                               | classé     | 1978               | « PM68001899 » | Proposez une photo         |
| Mulhouse                                | Cité de l'automobile                     | AFG Aluminium Français - Grégoire - 1941                                                                            | prototype automobile                       | classé     | 2016               | « PM68002067 » | Proposez une photo         |
| Mulhouse                                | Cité de l'automobile                     | Grégoire-Amilcar Compound B-38 - 1937                                                                               | Voiture automobile                         | classé     | 2016               | « PM68002066 » | Proposez une photo         |
| Mulhouse                                | Cité de l'automobile                     | CGE-Tudor électrique - 1942                                                                                         | Voiture électrique                         | classé     | 2016               | « PM68002075 » | Proposez une photo         |
| Mulhouse                                | Cité de l'automobile                     | Grégoire type R - 1947                                                                                              | prototype                                  | classé     | 2016               | « PM68002070 » | Proposez une photo         |
| Mulhouse                                | Cité de l'automobile                     | Grégoire-Hotchkiss Coach - 1951                                                                                     | Voiture automobile                         | classé     | 2016               | « PM68002071 » | Proposez une photo         |
| Mulhouse                                | Cité de l'automobile                     | Grégoire Tracta type E roadster - 1930                                                                              | Voiture automobile                         | classé     | 2016               | « PM68002064 » | Proposez une photo         |
| Mulhouse                                | Cité de l'automobile                     | Serpollet type L double-phaéton - 1903                                                                              | voiture à vapeur                           | classé     | 2016               | « inconnu »    | Proposez une photo         |
| Mulhouse                                | Cité de l'automobile                     | Grégoire Sport - 1955                                                                                               | Voiture automobile                         | classé     | 2016               | « PM68002072 » | Proposez une photo         |
| Mulhouse                                | Cité de l'automobile                     | Panhard Dyna X - 1951                                                                                               | Voiture automobile                         | classé     | 2016               | « PM68002069 » | Proposez une photo         |
| Mulhouse                                | Cité de l'automobile                     | Peugeot BB (BP 1) torpédo                                                                                           | Voiture automobile                         | classé     | 1978               | « PM68001826 » | Proposez une photo         |
| Mulhouse                                | Cité de l'automobile                     | De Dion-Bouton BS coupé-chauffeur                                                                                   | Coupé automobile                           | classé     | 1978               | « PM68001970 » | Proposez une photo         |
| Mulhouse                                | Cité de l'automobile                     | Le Zèbre C torpédo - 1915                                                                                           | Voiture automobile                         | classé     | 1978               | « PM68001954 » | Image manquante Téléverser |
| Mulhouse                                | Cité de l'automobile                     | De Dion-Bouton S biplace 1903                                                                                       | Voiture automobile                         | classé     | 1978               | « PM68001959 » | Proposez une photo         |
| Mulhouse                                | Cité de l'automobile                     | Citroën type 5 HP torpédo 2 places s/n 1132 - 1922                                                                  | Voiture automobile                         | classé     | 1978               | « PM68001806 » | Proposez une photo         |
| Mulhouse                                | Cité de l'automobile                     | Bugatti Type 19 "Bébé" torpédo - 1911                                                                               | Voiture automobile                         | classé     | 1978               | « PM68001637 » | Proposez une photo         |
| Mulhouse                                | Cité de l'automobile                     | Mercedes-Benz 300 SL coupé "papillon"                                                                               | Coupé automobile                           | classé     | 1978               | « PM68001866 » | Proposez une photo         |
| Mulhouse                                | Cité de l'automobile                     | Darracq C tonneau - 1901                                                                                            | Voiture automobile                         | classé     | 1978               | « PM68001888 » | Proposez une photo         |
| Mulhouse                                | Cité de l'automobile                     | Bugatti Type 57 coach s/n 57457 - 1936                                                                              | Voiture automobile                         | classé     | 1978               | « PM68001737 » | Proposez une photo         |
| Mulhouse                                | Cité de l'automobile                     | Mercedes-Benz 540 K cabriolet A - 1938                                                                              | Décapotable                                | classé     | 1978               | « PM68001870 » | Proposez une photo         |
| Mulhouse                                | Cité de l'automobile                     | Alfa Romeo type 6 C 1750 roadster                                                                                   | Voiture automobile                         | classé     | 1978               | « PM68001788 » | Proposez une photo         |
| Rive-de-Gier                            | Château du Mouillon                      | Voisin type C11 berline 1924                                                                                        | berline                                    | classé     | 2008               | « PM42001058 » | Proposez une photo         |
| Rive-de-Gier                            | Château du Mouillon                      | Voisin type C11 cabriolet dit la Valse bleue 1927                                                                   | cabriolet                                  | classé     | 2008               | « PM42001059 » | Proposez une photo         |
| Mulhouse                                | Cité de l'automobile                     | Mors N tonneau fermé - 1910                                                                                         | Voiture automobile                         | classé     | 1978               | « PM68001940 » | Proposez une photo         |
| Mulhouse                                | Cité de l'automobile                     | De Dion-Bouton G vis-à-vis s/n 0570                                                                                 | Voiture automobile                         | classé     | 1978               | « PM68001981 » | Proposez une photo         |
| Mulhouse                                | Cité de l'automobile                     | Amilcar CGS biplace sport - 1925                                                                                    | Voiture automobile                         | classé     | 1978               | « PM68001799 » | Proposez une photo         |
| Mulhouse                                | Cité de l'automobile                     | Bugatti Type 13 Torpédo - 1913                                                                                      | Voiture automobile                         | classé     | 1978               | « PM68001639 » | Proposez une photo         |
| Mulhouse                                | Cité de l'automobile                     | Bugatti Type 55 coupé s/n 55212 - 1932                                                                              | Coupé automobile                           | classé     | 1978               | « PM68001691 » | Proposez une photo         |
| Mulhouse                                | Cité de l'automobile                     | Peugeot Type 56 tonneau fermé 1903                                                                                  | Voiture automobile                         | classé     | 1978               | « PM68001822 » | Proposez une photo         |
| Mulhouse                                | Cité de l'automobile                     | Bugatti Type 40 châssis automobile                                                                                  | Voiture automobile                         | classé     | 1978               | « PM68001715 » | Image manquante Téléverser |
| Mulhouse                                | Cité de l'automobile                     | Darracq P torpédo 1910                                                                                              | Voiture automobile                         | classé     | 1978               | « PM68001889 » | Proposez une photo         |
| Mulhouse                                | Cité de l'automobile                     | Delahaye coupé-chauffeur - 1914                                                                                     | Coupé automobile                           | classé     | 1978               | « PM68001969 » | Proposez une photo         |
| Mulhouse                                | Cité de l'automobile                     | Bugatti Type 57 cabriolet s/n 57417 - 1936                                                                          | Décapotable                                | classé     | 1978               | « PM68001742 » | Proposez une photo         |
| Mulhouse                                | Cité de l'automobile                     | Bugatti type 40 coupé 1929                                                                                          | Coupé automobile                           | classé     | 1978               | « PM68001716 » | Proposez une photo         |
| Mulhouse                                | Cité de l'automobile                     | Le Zèbre A torpédo s/n 501 - 1913                                                                                   | Voiture automobile                         | classé     | 1978               | « PM68001953 » | Proposez une photo         |
| Mulhouse                                | Cité de l'automobile                     | Ballot 2 L TS berline                                                                                               | Berline                                    | classé     | 1978               | « PM68001813 » | Proposez une photo         |
| Mulhouse                                | Cité de l'automobile                     | Lorraine-Dietrich V H H landaulet                                                                                   | Voiture automobile                         | classé     | 1978               | « PM68002039 » | Proposez une photo         |
| Mulhouse                                | Cité de l'automobile                     | Mercedes-Benz 170 V cabriolet - 1938                                                                                | Décapotable                                | classé     | 1978               | « PM68001862 » | Proposez une photo         |
| Mulhouse                                | Cité de l'automobile                     | Peugeot Type 78 A double phaéton 1906                                                                               | Voiture automobile                         | classé     | 1978               | « PM68001824 » | Proposez une photo         |
| Mulhouse                                | Cité de l'automobile                     | Delaunay-Belleville HB 6 coupé-chauffeur 1912                                                                       | Coupé automobile                           | classé     | 1978               | « PM68002035 » | Proposez une photo         |
| Mulhouse                                | Cité de l'automobile                     | Soncin quadricycle                                                                                                  | Voiture automobile                         | classé     | 1978               | « PM68001920 » | Proposez une photo         |
| Mulhouse                                | Cité de l'automobile                     | Bugatti type 23 torpédo s/n 765 - 1920                                                                              | Voiture automobile                         | classé     | 1978               | « PM68001640 » | Proposez une photo         |
| Mulhouse                                | Cité de l'automobile                     | Maserati type 6 CM monoplace Grand Prix 1936                                                                        | Voiture automobile                         | classé     | 1978               | « PM68001793 » | Proposez une photo         |
| Mulhouse                                | Cité de l'automobile                     | Hurtu 23 K torpédo                                                                                                  | Voiture automobile                         | classé     | 1978               | « PM68001925 » | Proposez une photo         |
| Mulhouse                                | Cité de l'automobile                     | Harley-Davidson moto avec side-car                                                                                  | Side-car                                   | classé     | 1978               | « PM68001895 » | Image manquante Téléverser |
| Mulhouse                                | Cité de l'automobile (dépôt depuis 2015) | Rougier Henri sur châssis Turcat-Méry type PJ6 N 1920                                                               | automobile                                 | classé     | 1978               | « PM63001817 » | Proposez une photo         |
| Mulhouse                                | Cité de l'automobile                     | Renault AX torpédo - 1913                                                                                           | Voiture automobile                         | classé     | 1978               | « PM68001989 » | Proposez une photo         |
| Mulhouse                                | Cité de l'automobile                     | Bugatti type 73 C châssis automobile                                                                                | Voiture automobile                         | classé     | 1978               | « PM68001696 » | Image manquante Téléverser |
| Rive-de-Gier                            | Château du Mouillon                      | Delahaye type 148 berline Letourneur & Marchand (316 KS 69)                                                         | Berline                                    | classé     | 2008               | « PM42001068 » | Proposez une photo         |
| Mulhouse                                | Cité de l'automobile                     | Alfa Romeo type 8C 2,9 B biplace course s/n 412034                                                                  | Voiture automobile                         | classé     | 1978               | « PM68001783 » | Proposez une photo         |
| Mulhouse                                | Cité de l'automobile                     | Bugatti type 13 (27 ?) châssis automobile                                                                           | Voiture automobile                         | classé     | 1978               | « PM68001641 » | Image manquante Téléverser |
| Mulhouse                                | Cité de l'automobile                     | Bugatti Type 53 châssis automobile                                                                                  | Voiture automobile                         | classé     | 1978               | « PM68001683 » | Image manquante Téléverser |
| Mulhouse                                | Cité de l'automobile                     | Mors SSS (12/16 CV) torpédo 1923                                                                                    | Voiture automobile                         | classé     | 1978               | « PM68001939 » | Proposez une photo         |
| Mulhouse                                | Cité de l'automobile                     | Bugatti Type 57 C coupé Atalante s/n 57663                                                                          | Coupé automobile                           | classé     | 1978               | « PM68001726 » | Proposez une photo         |
| Mulhouse                                | Cité de l'automobile                     | Bugatti Type 49 berline verte & noire 1934                                                                          | Berline                                    | classé     | 1978               | « PM68001722 » | Proposez une photo         |
| Mulhouse                                | Cité de l'automobile                     | Mercedes type 400 torpédo 1925                                                                                      | Voiture automobile                         | classé     | 1978               | « PM68001844 » | Proposez une photo         |
| Mulhouse                                | Cité de l'automobile                     | Renault AG 1 landaulet "Taxi de la Marne"                                                                           | Voiture automobile                         | classé     | 1978               | « PM68001993 » | Proposez une photo         |
| Dompierre-sur-Besbre                    | centre de secours                        | Rolland-Pilain, type CR, série G                                                                                    | Voiture automobile                         | classé     | 1998               | « PM03000666 » | Image manquante Téléverser |
| Mulhouse                                | Cité de l'automobile                     | Piccolo 7 HP coupé landaulet 1907                                                                                   | Coupé automobile                           | classé     | 1978               | « PM68001916 » | Proposez une photo         |
| Mulhouse                                | Cité de l'automobile                     | Hispano-Suiza F biplace sport - 1912                                                                                | Voiture automobile                         | classé     | 1978               | « PM68001877 » | Proposez une photo         |
| Mulhouse                                | Cité de l'automobile                     | Le Zèbre C torpédo s/n 4593 - 1916                                                                                  | Voiture automobile                         | classé     | 1978               | « PM68001930 » | Proposez une photo         |
| Mulhouse                                | Cité de l'automobile                     | Rolls-Royce châssis W.O. 1920                                                                                       | Voiture automobile                         | classé     | 1978               | « PM68002009 » | Proposez une photo         |
| Mulhouse                                | Cité de l'automobile                     | Rochet-Schneider 12 HP torpédo 1911                                                                                 | Voiture automobile                         | classé     | 1978               | « PM68001937 » | Proposez une photo         |
| provenance : Amiens déplacée à Mulhouse | Cité de l'automobile                     | Panhard & Levassor type A modèle P2C ("Antoinette" de l'abbé Jules Gavois) 1891                                     | phaéton automobile                         | classé     | 2013               | « PM80002016 » | Proposez une photo         |
| Mulhouse                                | Cité de l'automobile                     | Panhard & Levassor biplace course 1908                                                                              | Voiture automobile                         | classé     | 1978               | « PM68002003 » | Proposez une photo         |
| Mulhouse                                | Cité de l'automobile                     | Gordini 16 monoplace Grand Prix châssis 35 - 1953                                                                   | Voiture automobile                         | classé     | 1978               | « PM68001769 » | Proposez une photo         |
| Mulhouse                                | Cité de l'automobile                     | Bugatti Type 55 roadster s/n 55225 - 1933                                                                           | Voiture automobile                         | classé     | 1978               | « PM68001687 » | Proposez une photo         |
| Mulhouse                                | Cité de l'automobile                     | Dufaux 70/90 HP biplace course                                                                                      | Voiture automobile                         | classé     | 1978               | « PM68001658 » | Proposez une photo         |
| Mulhouse                                | Cité de l'automobile                     | Bugatti type 40 berline 1928                                                                                        | Berline                                    | classé     | 1978               | « PM68001714 » | Proposez une photo         |
| Mulhouse                                | Cité de l'automobile                     | Ferrari 500/625 monoplace F2 s/n 0512 MD                                                                            | Voiture automobile                         | classé     | 1978               | « PM68001649 » | Proposez une photo         |
| Mulhouse                                | Cité de l'automobile                     | Pilain 4 D torpédo 1910                                                                                             | Voiture automobile                         | classé     | 1978               | « PM68001949 » | Proposez une photo         |
| Mulhouse                                | Cité de l'automobile                     | Bugatti Type 57 coach s/n 57356 - 1935 jaune & noir                                                                 | Voiture automobile                         | classé     | 1978               | « PM68001728 » | Proposez une photo         |
| Mulhouse                                | Cité de l'automobile                     | Bugatti Type 57 S cabriolet Aravis - s/n 57543 - 1937                                                               | Voiture automobile                         | classé     | 1978               | « PM68001747 » | Proposez une photo         |
| Mulhouse                                | Cité de l'automobile                     | Bugatti type 51 A biplace sport 1931                                                                                | Voiture automobile                         | classé     | 1978               | « PM68001681 » | Proposez une photo         |
| Mulhouse                                | Cité de l'automobile                     | Simca-Gordini 21 S coupé 1950                                                                                       | Coupé automobile                           | classé     | 1978               | « PM68001780 » | Proposez une photo         |
| Mulhouse                                | Cité de l'automobile                     | De Dion-Bouton G vis-à-vis s/n 1195                                                                                 | Voiture automobile                         | classé     | 1978               | « PM68001956 » | Image manquante Téléverser |
| Mulhouse                                | Cité de l'automobile                     | Lancia Lambda torpédo 1929                                                                                          | Voiture automobile                         | classé     | 1978               | « PM68002056 » | Proposez une photo         |
| Mulhouse                                | Cité de l'automobile                     | Panhard & Levassor type X 8 coupé chauffeur 1911                                                                    | Coupé automobile                           | classé     | 1978               | « PM68002000 » | Proposez une photo         |
| Mulhouse                                | Cité de l'automobile                     | Bugatti Type 57 C berline s/n 57636 - 1938                                                                          | Berline                                    | classé     | 1978               | « PM68001743 » | Proposez une photo         |
| Mulhouse                                | Cité de l'automobile                     | Minerva AC torpédo - 1926                                                                                           | Voiture automobile                         | classé     | 1978               | « PM68002055 » | Proposez une photo         |
| Mulhouse                                | Cité de l'automobile                     | Benz type Velociped phaéton capoté 1896                                                                             | Voiture automobile                         | classé     | 1978               | « PM68001856 » | Proposez une photo         |
| Mulhouse                                | Cité de l'automobile                     | Rolls-Royce Phantom II limousine s/n 73 GN - 1930                                                                   | Limousine                                  | classé     | 1978               | « PM68002024 » | Proposez une photo         |
| Mulhouse                                | Cité de l'automobile                     | Rheda phaétonnet | Voiture automobile                         | classé     | 1978               | « PM68001919 » | Proposez une photo         |
| Mulhouse                                | Cité de l'automobile                     | Steyr 220 cabriolet                                                                                                 | Décapotable                                | classé     | 1978               | « PM68001935 » | Proposez une photo         |
| Mulhouse                                | Cité de l'automobile                     | Bugatti type 43 torpédo grand sport s/n 43227 - 1928                                                                | Voiture automobile                         | classé     | 1978               | « PM68001702 » | Proposez une photo         |
| Mulhouse                                | Cité de l'automobile                     | Rolls-Royce Phantom II limousine s/n 14 XJ - 1930                                                                   | Limousine                                  | classé     | 1978               | « PM68002025 » | Proposez une photo         |
| Mulhouse                                | Cité de l'automobile                     | Bugatti Type 46 châssis automobile 1933                                                                             | Voiture automobile                         | classé     | 1978               | « PM68001886 » | Image manquante Téléverser |
| Mulhouse                                | Cité de l'automobile                     | Bugatti Type 57 S coupé Atalante vert & noir                                                                        | Coupé automobile                           | classé     | 1978               | « PM68001748 » | Proposez une photo         |
| Mulhouse                                | Cité de l'automobile                     | Lorraine-Dietrich porte-échelle                                                                                     | Voiture automobile                         | classé     | 1978               | « PM68002036 » | Proposez une photo         |
| Mulhouse                                | Cité de l'automobile                     | Renault AG 1 double phaéton 1907                                                                                    | Voiture automobile                         | classé     | 1978               | « PM68001992 » | Image manquante Téléverser |
| Mulhouse                                | Cité de l'automobile                     | Charron X 12 HP torpédo 1910                                                                                        | Voiture automobile                         | classé     | 1978               | « PM68001936 » | Image manquante Téléverser |
| Mulhouse                                | Cité de l'automobile                     | Zedel C 1 coupé Docteur                                                                                             | Coupé automobile                           | classé     | 1978               | « PM68001946 » | Proposez une photo         |
| Rive-de-Gier                            | Château du Mouillon                      | Voisin type C3 limousine (1927 EB 69)                                                                               | limousine                                  | classé     | 2008               | « PM42001057 » | Proposez une photo         |
| Mulhouse                                | Cité de l'automobile                     | Mercedes type 28/95 torpédo                                                                                         | Voiture automobile                         | classé     | 1978               | « PM68001843 » | Proposez une photo         |
| Mulhouse                                | Cité de l'automobile                     | Bugatti type 41 « Royale » coupé chauffeur « Napoléon »                                                             | Coupé automobile                           | classé     | 1978               | « PM68001754 » | Proposez une photo         |
| Mulhouse                                | Cité de l'automobile                     | Baudier 3 HP tonneau                                                                                                | Voiture automobile                         | classé     | 1978               | « PM68001912 » | Proposez une photo         |
| Mulhouse                                | Cité de l'automobile                     | Bugatti Type 46 berline - 1934                                                                                      | Berline                                    | classé     | 1978               | « PM68001765 » | Proposez une photo         |
| Mulhouse                                | Cité de l'automobile                     | Renault C tonneau 1900                                                                                              | Voiture automobile                         | classé     | 1978               | « PM68002008 » | Proposez une photo         |
| Mulhouse                                | Cité de l'automobile                     | Bugatti Type 55 roadster s/n 55237 - 1934                                                                           | Voiture automobile                         | classé     | 1978               | « PM68001688 » | Proposez une photo         |
| Mulhouse                                | Cité de l'automobile                     | Maybach 3 HP limousine                                                                                              | Berline                                    | classé     | 1978               | « PM68002046 » | Image manquante Téléverser |
| Mulhouse                                | Cité de l'automobile                     | De Dion-Bouton AB double phaéton                                                                                    | Voiture automobile                         | classé     | 1978               | « PM68001960 » | Image manquante Téléverser |
| Mulhouse                                | Cité de l'automobile                     | Rolls-Royce Silver-Ghost biplace 1912                                                                               | Voiture automobile                         | classé     | 1978               | « PM68002028 » | Proposez une photo         |
| Mulhouse                                | Cité de l'automobile                     | Bugatti Type 46 châssis automobile                                                                                  | Voiture automobile                         | classé     | 1978               | « PM68001885 » | Image manquante Téléverser |
| Mulhouse                                | Cité de l'automobile                     | De Dion-Bouton V tonneau 1904                                                                                       | Voiture automobile                         | classé     | 1978               | « PM68001975 » | Proposez une photo         |
| Mulhouse                                | Cité de l'automobile                     | Harley-Davidson V 2 side-car 1916                                                                                   | motocyclette avec side-car                 | classé     | 1978               | « PM68001900 » | Proposez une photo         |
| Mulhouse                                | Cité de l'automobile                     | De Dion-Bouton G vis-à-vis s/n 0510                                                                                 | Voiture automobile                         | classé     | 1978               | « PM68001983 » | Image manquante Téléverser |
| Mulhouse                                | Cité de l'automobile                     | Daimler TE 20 coupé-chauffeur 1912                                                                                  | Coupé-chauffeur                            | classé     | 1978               | « PM68002018 » | Proposez une photo         |
| Mulhouse                                | Cité de l'automobile                     | Horch 450 limousine découvrable                                                                                     | Berline                                    | classé     | 1978               | « PM68002051 » | Proposez une photo         |
| Mulhouse                                | Cité de l'automobile                     | De Dion-Bouton J Populaire biplace                                                                                  | Voiture automobile                         | classé     | 1978               | « PM68001977 » | Proposez une photo         |
| Mulhouse                                | Cité de l'automobile                     | Mercedes-Benz 500 K cabriolet A 1936                                                                                | Décapotable                                | classé     | 1978               | « PM68001871 » | Proposez une photo         |
| Mulhouse                                | Cité de l'automobile                     | Mercedes-Benz type W 154 II monoplace Grand Prix                                                                    | Voiture automobile                         | classé     | 1978               | « PM68001858 » | Proposez une photo         |
| Mulhouse                                | Cité de l'automobile                     | Citroën type 5 HP C2 torpédo 2 places 1923 rouge                                                                    | Voiture automobile                         | classé     | 1978               | « PM68001805 » | Proposez une photo         |
| Mulhouse                                | Cité de l'automobile                     | Delahaye 28 A torpédo - 1908                                                                                        | Voiture automobile                         | classé     | 1978               | « PM68001967 » | Proposez une photo         |
| Mulhouse                                | Cité de l'automobile                     | Mercedes-Benz 600 cabriolet 1928                                                                                    | Décapotable                                | classé     | 1978               | « PM68001850 » | Proposez une photo         |
| Mulhouse                                | Cité de l'automobile                     | Darracq SS 20/28 coupé chauffeur 1907                                                                               | Coupé automobile                           | classé     | 1978               | « PM68001942 » | Proposez une photo         |
| Mulhouse                                | Cité de l'automobile                     | Barré vis-à-vis | Voiture automobile                         | classé     | 1978               | « PM68001913 » | Proposez une photo         |
| Mulhouse                                | Cité de l'automobile                     | Le Zèbre A torpédo s/n 226 - 1910                                                                                   | Voiture automobile                         | classé     | 1978               | « PM68001931 » | Image manquante Téléverser |
| Mulhouse                                | Cité de l'automobile                     | Peugeot Type 146 torpédo 1913                                                                                       | Voiture automobile                         | classé     | 1978               | « PM68001835 » | Proposez une photo         |
| Mulhouse                                | Cité de l'automobile                     | De Dion-Bouton CL torpédo                                                                                           | Voiture automobile                         | classé     | 1978               | « PM68001962 » | Image manquante Téléverser |
| Mulhouse                                | Cité de l'automobile                     | Decauville 10 HP tonneau - 1903                                                                                     | Voiture automobile                         | classé     | 1978               | « PM68001910 » | Proposez une photo         |
| Mulhouse                                | Cité de l'automobile                     | Bugatti type 35 A biplace course s/n 4753 - 1926                                                                    | Voiture automobile                         | classé     | 1978               | « PM68001666 » | Proposez une photo         |
| Mulhouse                                | Cité de l'automobile                     | Renault AX torpédo 1911                                                                                             | Voiture automobile                         | classé     | 1978               | « PM68001988 » | Proposez une photo         |
| Mulhouse                                | Cité de l'automobile                     | Maserati type 4 CL monoplace Grand Prix 1939                                                                        | Voiture automobile                         | classé     | 1978               | « PM68001794 » | Proposez une photo         |
| Mulhouse                                | Cité de l'automobile                     | Peugeot VC 1 tonneau 1907                                                                                           | Voiture automobile                         | classé     | 1978               | « PM68001825 » | Proposez une photo         |
| Mulhouse                                | Cité de l'automobile                     | Panhard & Levassor Type X 29 torpédo                                                                                | Voiture automobile                         | classé     | 1978               | « PM68001997 » | Proposez une photo         |
| Rive-de-Gier                            | Château du Mouillon                      | Citroën Traction Avant type 11 légère berline                                                                       | berline                                    | classé     | 2008               | « PM42001070 » | Proposez une photo         |
| Mulhouse                                | Cité de l'automobile                     | De Dion-Bouton AW double phaéton                                                                                    | Voiture automobile                         | classé     | 1978               | « PM68001963 » | Proposez une photo         |
| Mulhouse                                | Cité de l'automobile                     | Bugatti Type 46 roadster 1930                                                                                       | Voiture automobile                         | classé     | 1978               | « PM68001764 » | Proposez une photo         |
| Mulhouse                                | Cité de l'automobile                     | Bugatti type 44/49 cabriolet                                                                                        | Décapotable                                | classé     | 1978               | « PM68001721 » | Image manquante Téléverser |
| Mulhouse                                | Cité de l'automobile                     | Peugeot 17 vis-à-vis                                                                                                | Voiture automobile                         | classé     | 1978               | « PM68001838 » | Proposez une photo         |
| Mulhouse                                | Cité de l'automobile                     | Georges Richard Poney type 1 tonneau 1900                                                                           | Voiture automobile                         | classé     | 1978               | « PM68001902 » | Proposez une photo         |
| Mulhouse                                | Cité de l'automobile                     | Bugatti type 40 A roadster s/n 40230 - 1926                                                                         | Voiture automobile                         | classé     | 1978               | « PM68001717 » | Proposez une photo         |
| Mulhouse                                | Cité de l'automobile                     | Ferrari 250 MM biplace sport 1952                                                                                   | Voiture automobile                         | classé     | 1978               | « PM68001654 » | Proposez une photo         |
| Mulhouse                                | Cité de l'automobile                     | Bugatti Type 57 cabriolet s/n 57764 - 1939                                                                          | Décapotable                                | classé     | 1978               | « PM68001741 » | Proposez une photo         |
| Mulhouse                                | Cité de l'automobile                     | Mercedes-Benz 300 SC cabriolet 1955                                                                                 | Décapotable                                | classé     | 1978               | « PM68001848 » | Proposez une photo         |
| Mulhouse                                | Cité de l'automobile                     | Renault AX fourgon 1911                                                                                             | Voiture automobile                         | classé     | 1978               | « PM68001991 » | Proposez une photo         |
| Mulhouse                                | Cité de l'automobile                     | Ballot R H 3 berline                                                                                                | Berline                                    | classé     | 1978               | « PM68001814 » | Proposez une photo         |
| Lyon                                    | Fondation Marius Berliet                 | Berliet 22 HP type M (1910)                                                                                         | Camion                                     | classé     | 1988               | « PM69001058 » | Proposez une photo         |
| Mulhouse                                | Cité de l'automobile                     | Mercedes-Benz 380 cabriolet 1934                                                                                    | Décapotable                                | classé     | 1978               | « PM68001846 » | Proposez une photo         |
| Mulhouse                                | Cité de l'automobile                     | Gordini 32 monoplace Formule 1 châssis 42 - 1956                                                                    | Voiture automobile                         | classé     | 1978               | « PM68001768 » | Proposez une photo         |
| Mulhouse                                | Cité de l'automobile                     | Mercedes-Benz 710 SS cabriolet Saoutchik 1929                                                                       | Décapotable                                | classé     | 1978               | « PM68001873 » | Proposez une photo         |
| Mulhouse                                | Cité de l'automobile                     | Farman A6B coupé-chauffeur 1923                                                                                     | Coupé automobile                           | classé     | 1978               | « PM68002029 » | Proposez une photo         |
| Mulhouse                                | Cité de l'automobile                     | Bentley MK 6 coach 1948                                                                                             | Voiture automobile                         | classé     | 1978               | « PM68002020 » | Proposez une photo         |
| Mulhouse                                | Cité de l'automobile                     | Bugatti Type 46 coach s/n 46482 - 1933                                                                              | Voiture automobile                         | classé     | 1978               | « PM68001756 » | Proposez une photo         |
| Mulhouse                                | Cité de l'automobile                     | Gordini 32 monoplace Formule 1 châssis 41 - 1955                                                                    | Voiture automobile                         | classé     | 1978               | « PM68001767 » | Proposez une photo         |
| Mulhouse                                | Cité de l'automobile                     | Mercedes-Benz 300 SC coupé noir 1956                                                                                | Coupé automobile                           | classé     | 1978               | « PM68001847 » | Proposez une photo         |
| Mulhouse                                | Cité de l'automobile                     | Rolls-Royce Silver-Ghost landaulet 1924                                                                             | Voiture automobile                         | classé     | 1978               | « PM68002010 » | Proposez une photo         |
| Mulhouse                                | Cité de l'automobile                     | Bugatti type 41 « Royale » limousine 1933                                                                           | Berline                                    | classé     | 1978               | « PM68001755 » | Proposez une photo         |
| Mulhouse                                | Cité de l'automobile                     | Simca-Gordini 8 biplace sport 1939                                                                                  | Voiture automobile                         | classé     | 1978               | « PM68001778 » | Proposez une photo         |
| Mulhouse                                | Cité de l'automobile                     | Bugatti Type 49 châssis automobile                                                                                  | Voiture automobile                         | classé     | 1978               | « PM68001725 » | Image manquante Téléverser |
| Mulhouse                                | Cité de l'automobile                     | Bollée Léon tricycle Tricar                                                                                         | Voiture automobile                         | classé     | 1978               | « PM68001923 » | Proposez une photo         |
| Mulhouse                                | Cité de l'automobile                     | Bugatti Type 73A coach Pourtout                                                                                     | Voiture automobile                         | classé     | 1978               | « PM68001698 » | Proposez une photo         |
| Mulhouse                                | Cité de l'automobile                     | Maurer-Union 18 vis à vis 1900                                                                                      | Voiture automobile                         | classé     | 1978               | « PM68001924 » | Proposez une photo         |
| Mulhouse                                | Cité de l'automobile                     | Lotus 18 monoplace F1                                                                                               | Voiture automobile                         | classé     | 1978               | « PM68001647 » | Proposez une photo         |
| Mulhouse                                | Cité de l'automobile                     | Ferrari 450 AM coupé                                                                                                | Coupé automobile                           | classé     | 1978               | « PM68001655 » | Proposez une photo         |
| Rive-de-Gier                            | Château du Mouillon                      | Voisin type C3 L Limousine (2046 JA 2) " Queen Mary "                                                               | Berline                                    | classé     | 2008               | « PM42001060 » | Proposez une photo         |
| Mulhouse                                | Cité de l'automobile                     | Bugatti type 101 cabriolet                                                                                          | Décapotable                                | classé     | 1978               | « PM68001733 » | Proposez une photo         |
| Mulhouse                                | Cité de l'automobile                     | Talbot-London 95 berline                                                                                            | Berline                                    | classé     | 1978               | « PM68001809 » | Image manquante Téléverser |
| Mulhouse                                | Cité de l'automobile                     | Ferrari 212 monoplace F2                                                                                            | Voiture automobile                         | classé     | 1978               | « PM68001650 » | Proposez une photo         |
| Mulhouse                                | Cité de l'automobile                     | Ravel 9 HP limousine                                                                                                | Berline                                    | classé     | 1978               | « PM68001945 » | Image manquante Téléverser |
| Mulhouse                                | Cité de l'automobile                     | Daimler DB 18 cabriolet                                                                                             | Décapotable                                | classé     | 1978               | « PM68002057 » | Image manquante Téléverser |
| Mulhouse                                | Cité de l'automobile                     | Bugatti Type 57 SC coupé Atalante jaune & noir 1936                                                                 | Coupé automobile                           | classé     | 1978               | « PM68001745 » | Proposez une photo         |
| Mulhouse                                | Cité de l'automobile                     | Bugatti type 52 "Baby" voiture électrique pour enfant - 1928                                                        | voiture électrique jouet                   | classé     | 1978               | « PM68001633 » | Proposez une photo         |
| Mulhouse                                | Cité de l'automobile                     | Bugatti type 252 prototype biplace                                                                                  | prototype                                  | classé     | 1978               | « PM68001695 » | Image manquante Téléverser |
| Mulhouse                                | Cité de l'automobile                     | Lotus 24 monoplace F1                                                                                               | Voiture automobile                         | classé     | 1978               | « PM68001646 » | Proposez une photo         |
| Mulhouse                                | Cité de l'automobile                     | Bugatti type 40 A roadster s/n 40673 - 1929                                                                         | Voiture automobile                         | classé     | 1978               | « PM68001718 » | Proposez une photo         |
| Mulhouse                                | Cité de l'automobile                     | Maserati type 250 F monoplace Grand Prix s/n 2530 - 1956                                                            | Voiture automobile                         | classé     | 1978               | « PM68001796 » | Proposez une photo         |
| Mulhouse                                | Cité de l'automobile                     | Piccolo 5 HP phaéton 1907                                                                                           | Voiture automobile                         | classé     | 1978               | « PM68001917 » | Proposez une photo         |
| Rive-de-Gier                            | Château du Mouillon                      | Panhard & Levassor X 73 Panoramique 6 CS berline (5961 HM 69)                                                       | berline                                    | classé     | 2008               | « PM42001066 » | Proposez une photo         |
| Mulhouse                                | Cité de l'automobile                     | Brasier type 8 HP torpédo 1910                                                                                      | Voiture automobile                         | classé     | 1978               | « PM68001944 » | Proposez une photo         |
| Mulhouse                                | Cité de l'automobile                     | Peugeot 99 A châssis automobile                                                                                     | Voiture automobile                         | classé     | 1978               | « PM68001836 » | Image manquante Téléverser |
| Mulhouse                                | Cité de l'automobile                     | Bugatti Type 43 torpédo grand sport s/n 43206 - 1930                                                                | Voiture automobile                         | classé     | 1978               | « PM68001706 » | Proposez une photo         |
| Mulhouse                                | Cité de l'automobile                     | Maserati type 8 CM monoplace Grand Prix 1933                                                                        | Voiture automobile                         | classé     | 1978               | « PM68001791 » | Image manquante Téléverser |
| Mulhouse                                | Cité de l'automobile                     | Peugeot 161 torpédo 1922                                                                                            | Voiture automobile                         | classé     | 1978               | « PM68001834 » | Proposez une photo         |
| Mulhouse                                | Cité de l'automobile                     | Bugatti type 50 châssis automobile                                                                                  | Voiture automobile                         | classé     | 1978               | « PM68001884 » | Image manquante Téléverser |
| Mulhouse                                | Cité de l'automobile                     | Bugatti type 59/50 B biplace course                                                                                 | Voiture automobile                         | classé     | 1978               | « PM68001678 » | Proposez une photo         |
| Mulhouse                                | Cité de l'automobile                     | Benz Velociped vis-à-vis M.N.A.1503                                                                                 | Voiture automobile                         | classé     | 1978               | « PM68001842 » | Proposez une photo         |
| Mulhouse                                | Cité de l'automobile                     | Bugatti type 35 B biplace course s/n 4868 - 1928                                                                    | Voiture automobile                         | classé     | 1978               | « PM68001671 » | Proposez une photo         |
| Mulhouse                                | Cité de l'automobile                     | Bugatti type 35 C biplace course 1929                                                                               | Voiture automobile                         | classé     | 1978               | « PM68001663 » | Proposez une photo         |
| Mulhouse                                | Cité de l'automobile                     | Mercedes-Benz 500 K châssis automobile                                                                              | Voiture automobile                         | classé     | 1978               | « PM68001864 » | Image manquante Téléverser |
| Mulhouse                                | Cité de l'automobile                     | Citroën type 5 HP C2 torpédo 2 places s/n 9331 - 1923                                                               | Voiture automobile                         | classé     | 1978               | « PM68001804 » | Proposez une photo         |
| Mulhouse                                | Cité de l'automobile                     | Maserati type 4 CLT monoplace Grand Prix 1948                                                                       | Voiture automobile                         | classé     | 1978               | « PM68001792 » | Image manquante Téléverser |
| Mulhouse                                | Cité de l'automobile                     | Bugatti Type 49 coupé jaune & noir 1932                                                                             | Coupé automobile                           | classé     | 1978               | « PM68001723 » | Proposez une photo         |
| Mulhouse                                | Cité de l'automobile                     | Bugatti Type 57 cabriolet "Stelvio" 1936                                                                            | Décapotable                                | classé     | 1978               | « PM68001732 » | Proposez une photo         |
| Mulhouse                                | Cité de l'automobile                     | Indian moto side-car                                                                                                | Élément de matériel de transport terrestre | classé     | 1978               | « PM68001901 » | Image manquante Téléverser |
| Mulhouse                                | Cité de l'automobile                     | Bugatti type 35 biplace course s/n 4934                                                                             | Voiture automobile                         | classé     | 1978               | « PM68001675 » | Image manquante Téléverser |
| Mulhouse                                | Cité de l'automobile                     | Peugeot 69 phaéton 1905                                                                                             | Voiture automobile                         | classé     | 1978               | « PM68001823 » | Proposez une photo         |
| Mulhouse                                | Cité de l'automobile                     | Fouillaron 10 HP tonneau                                                                                            | Voiture automobile                         | classé     | 1978               | « PM68001909 » | Proposez une photo         |
| Mulhouse                                | Cité de l'automobile                     | Maybach DS 7 limousine                                                                                              | Berline                                    | classé     | 1978               | « PM68002044 » | Image manquante Téléverser |
| Mulhouse                                | Cité de l'automobile                     | Rolls-Royce Phantom III berline 1939                                                                                | Berline                                    | classé     | 1978               | « PM68002021 » | Proposez une photo         |
| Mulhouse                                | Cité de l'automobile                     | Benz GR coupé-chauffeur 1918                                                                                        | Coupé automobile                           | classé     | 1978               | « PM68001853 » | Proposez une photo         |
| Mulhouse                                | Cité de l'automobile                     | Alfa Romeo type C 52 biplace sport                                                                                  | Voiture automobile                         | classé     | 1978               | « PM68001782 » | Proposez une photo         |
| Mulhouse                                | Cité de l'automobile                     | Gordini 20 S biplace sport 1954                                                                                     | Voiture automobile                         | classé     | 1978               | « PM68001773 » | Proposez une photo         |
| Mulhouse                                | Cité de l'automobile                     | Bugatti type 57 SC cabriolet Van Vooren 1938                                                                        | Décapotable                                | classé     | 1978               | « PM68001751 » | Proposez une photo         |
| Mulhouse                                | Cité de l'automobile                     | B.N.C. 527 GS biplace sport 1926                                                                                    | Voiture de course                          | classé     | 1978               | « PM68001801 » | Proposez une photo         |
| Mulhouse                                | Cité de l'automobile                     | Renault EU torpédo 1919                                                                                             | Voiture automobile                         | classé     | 1978               | « PM68001994 » | Proposez une photo         |
| Mulhouse                                | Cité de l'automobile                     | Tatra 87 limousine 1948                                                                                             | Berline                                    | classé     | 1978               | « PM68001808 » | Proposez une photo         |
| Mulhouse                                | Cité de l'automobile                     | De Dion-Bouton V phaéton 1904                                                                                       | Voiture automobile                         | classé     | 1978               | « PM68001976 » | Image manquante Téléverser |
| Mulhouse                                | Cité de l'automobile                     | Darracq L tonneau 1903                                                                                              | Voiture automobile                         | classé     | 1978               | « PM68001887 » | Proposez une photo         |
| Mulhouse                                | Cité de l'automobile                     | Alfa Romeo type 12 C biplace course                                                                                 | Voiture automobile                         | classé     | 1978               | « PM68001785 » | Proposez une photo         |
| Mulhouse                                | Cité de l'automobile                     | Bugatti type 32 biplace course                                                                                      | Voiture automobile                         | classé     | 1978               | « PM68001659 » | Proposez une photo         |
| Mulhouse                                | Cité de l'automobile                     | Horch 830 cabriolet                                                                                                 | Décapotable                                | classé     | 1978               | « PM68002050 » | Image manquante Téléverser |
| Mulhouse                                | Cité de l'automobile                     | Bugatti type 21 "Garros" biplace sport 1915                                                                         | Voiture automobile                         | classé     | 1978               | « PM68001636 » | Proposez une photo         |
| Mulhouse                                | Cité de l'automobile                     | Bugatti type 47 châssis automobile 1930                                                                             | Voiture automobile                         | classé     | 1978               | « PM68001676 » | Proposez une photo         |
| Mulhouse                                | Cité de l'automobile                     | Panhard & Levassor type A phaéton-tonneau 1894                                                                      | Voiture automobile                         | classé     | 1978               | « PM68002006 » | Proposez une photo         |
| Mulhouse                                | Cité de l'automobile                     | Bugatti Type 55 roadster s/n 55215 - 1932                                                                           | Voiture automobile                         | classé     | 1978               | « PM68001686 » | Proposez une photo         |
| Mulhouse                                | Cité de l'automobile                     | Bugatti Type 43 torpédo grand sport s/n 43258 - 1929                                                                | Voiture automobile                         | classé     | 1978               | « PM68001703 » | Proposez une photo         |
| Mulhouse                                | Cité de l'automobile                     | Daimler DF 302 limousine 1954                                                                                       | Berline                                    | classé     | 1978               | « PM68002060 » | Proposez une photo         |
| Mulhouse                                | Cité de l'automobile                     | Bugatti Type 57 SC coupé Atalante rouge & noir 1936                                                                 | Coupé automobile                           | classé     | 1978               | « PM68001746 » | Proposez une photo         |
| Mulhouse                                | Cité de l'automobile                     | Mercedes-Benz 540 K cabriolet 1938 Erdmann & Rossi                                                                  | Décapotable                                | classé     | 1978               | « PM68001869 » | Proposez une photo         |
| Mulhouse                                | Cité de l'automobile                     | Le Zèbre A torpédo s/n 491 - 1911                                                                                   | Voiture automobile                         | classé     | 1978               | « PM68001929 » | Proposez une photo         |
| Mulhouse                                | Cité de l'automobile                     | Peugeot type 16 fiacre 1898                                                                                         | automobile                                 | classé     | 1978               | « PM68001821 » | Proposez une photo         |
| Mulhouse                                | Cité de l'automobile                     | Bugatti type 51 biplace course                                                                                      | Voiture automobile                         | classé     | 1978               | « PM68001680 » | Image manquante Téléverser |
| Mulhouse                                | Cité de l'automobile                     | Lorraine-Dietrich EIC bus d'hôtel - 1907                                                                            | Autobus                                    | classé     | 1978               | « PM68002037 » | Proposez une photo         |
| Mulhouse                                | Cité de l'automobile                     | Bentley MK 6 berline 1950                                                                                           | Berline                                    | classé     | 1978               | « PM68002016 » | Proposez une photo         |
| Mulhouse                                | Cité de l'automobile                     | Bugatti type 59/50 B monoplace Grand Prix                                                                           | Voiture automobile                         | classé     | 1978               | « PM68001679 » | Proposez une photo         |
| Mulhouse                                | Cité de l'automobile                     | Alfa Romeo type 8C 2,9 B biplace course s/n 412032                                                                  | Voiture automobile                         | classé     | 1978               | « PM68001784 » | Image manquante Téléverser |
| Mulhouse                                | Cité de l'automobile                     | Mercedes-Benz 38/250 SS biplace sport                                                                               | Voiture automobile                         | classé     | 1978               | « PM68001872 » | Proposez une photo         |
| Mulhouse                                | Cité de l'automobile                     | Voisin C14 berline                                                                                                  | Berline                                    | classé     | 1978               | « PM68001811 » | Proposez une photo         |
| Mulhouse                                | Cité de l'automobile                     | Bugatti type 101 berline                                                                                            | Berline                                    | classé     | 1978               | « PM68001735 » | Proposez une photo         |
| Mulhouse                                | Cité de l'automobile                     | Maybach DS 8 cabriolet 1934                                                                                         | Décapotable                                | classé     | 1978               | « PM68002042 » | Proposez une photo         |
| Mulhouse                                | Cité de l'automobile                     | Bugatti Type 55 roadster s/n 55218 - 1933                                                                           | Voiture automobile                         | classé     | 1978               | « PM68001694 » | Image manquante Téléverser |
| Mulhouse                                | Cité de l'automobile                     | Bugatti Type 43 roadster Léopold III de Belgique 1928                                                               | Voiture automobile                         | classé     | 1978               | « PM68001701 » | Proposez une photo         |
| Mulhouse                                | Cité de l'automobile                     | Bugatti Type 49 cabriolet                                                                                           | Décapotable                                | classé     | 1978               | « PM68001707 » | Image manquante Téléverser |
| Mulhouse                                | Cité de l'automobile                     | Delahaye coupé-landaulet - 1912                                                                                     | Coupé automobile                           | classé     | 1978               | « PM68001968 » | Proposez une photo         |
| Mulhouse                                | Cité de l'automobile                     | Talbot 26 C monoplace Grand Prix 1948                                                                               | Voiture automobile                         | classé     | 1978               | « PM68001657 » | Proposez une photo         |
| Mulhouse                                | Cité de l'automobile                     | Standard-Swallow SS 1 coach                                                                                         | Voiture automobile                         | classé     | 1978               | « PM68001818 » | Proposez une photo         |
| Mulhouse                                | Cité de l'automobile                     | Rolls-Royce Phantom II coupé de ville 1930                                                                          | coupé de ville                             | classé     | 1978               | « PM68002014 » | Proposez une photo         |
| Mulhouse                                | Cité de l'automobile                     | Bugatti type 68 B roadster                                                                                          | Voiture automobile                         | classé     | 1978               | « PM68001693 » | Proposez une photo         |
| Mulhouse                                | Cité de l'automobile                     | Mercedes type 28/50 double phaéton                                                                                  | Voiture automobile                         | classé     | 1978               | « PM68001852 » | Proposez une photo         |
| Mulhouse                                | Cité de l'automobile                     | Alfa Romeo type 8 C 2,3 cabriolet                                                                                   | Décapotable                                | classé     | 1978               | « PM68001787 » | Proposez une photo         |
| Mulhouse                                | Cité de l'automobile                     | Bugatti type 51 A monoplace Grand Prix 1932                                                                         | Voiture automobile                         | classé     | 1978               | « PM68001682 » | Proposez une photo         |
| Mulhouse                                | Cité de l'automobile                     | Renault NM 40 CV landaulet 1924                                                                                     | Voiture automobile                         | classé     | 1978               | « PM68001996 » | Proposez une photo         |
| Mulhouse                                | Cité de l'automobile                     | Bugatti Type 49 limousine 1934                                                                                      | limousine                                  | classé     | 1978               | « PM68001712 » | Proposez une photo         |
| Mulhouse                                | Cité de l'automobile                     | Benz Velociped vis-à-vis M.N.A.1517                                                                                 | Voiture automobile                         | classé     | 1978               | « PM68001855 » | Proposez une photo         |
| Mulhouse                                | Cité de l'automobile                     | Clément-De Dion phaétonnet                                                                                          | Voiture automobile                         | classé     | 1978               | « PM68001928 » | Proposez une photo         |
| Mulhouse                                | Cité de l'automobile                     | Daimler V 4,5 l limousine                                                                                           | Berline                                    | classé     | 1978               | « PM68002058 » | Image manquante Téléverser |
| Mulhouse                                | Cité de l'automobile                     | Ferrari 500 Testa Rossa C barchetta                                                                                 | Voiture automobile                         | classé     | 1978               | « PM68001653 » | Proposez une photo         |
| Mulhouse                                | Cité de l'automobile                     | Bugatti type 57 SC coach vert 1937                                                                                  | Voiture automobile                         | classé     | 1978               | « PM68001753 » | Proposez une photo         |
| Saint-Jean-d'Angély                     | Hôtel de Hausen                          | Citroën Véhicule tout terrain : autochenille dite le croissant d'argent, modèle HP type B2                          | Véhicule tout terrain                      | classé     | 1984               | « PM17000394 » | Image manquante Téléverser |
| Mulhouse                                | Cité de l'automobile                     | Alfa Romeo type 8 C 2,9 A coach                                                                                     | Voiture automobile                         | classé     | 1978               | « PM68001781 » | Proposez une photo         |
| Mulhouse                                | Cité de l'automobile                     | Renault D phaéton 1901                                                                                              | Voiture automobile                         | classé     | 1978               | « PM68002007 » | Proposez une photo         |
| Mulhouse                                | Cité de l'automobile                     | Sunbeam 15/9 (16/40 ?) torpédo                                                                                      | Voiture automobile                         | classé     | 1978               | « PM68001807 » | Image manquante Téléverser |
| Mulhouse                                | Cité de l'automobile                     | Monet-Goyon MV torpédo                                                                                              | Voiture automobile                         | classé     | 1978               | « PM68001921 » | Image manquante Téléverser |
| Mulhouse                                | Cité de l'automobile                     | Corre La Licorne type J biplace sport 1906                                                                          | Voiture automobile                         | classé     | 1978               | « PM68001905 » | Proposez une photo         |
| Mulhouse                                | Cité de l'automobile                     | Delage F double phaéton 1909                                                                                        | Voiture automobile                         | classé     | 1978               | « PM68001891 » | Image manquante Téléverser |
| Mulhouse                                | Cité de l'automobile                     | Pegaso Z 102 B coupé                                                                                                | Coupé automobile                           | classé     | 1978               | « PM68001817 » | Image manquante Téléverser |
| Mulhouse                                | Cité de l'automobile                     | Bugatti type 57 C berline s/n 57789 - 1939                                                                          | Berline                                    | classé     | 1978               | « PM68001744 » | Proposez une photo         |
| Mulhouse                                | Cité de l'automobile                     | Bugatti type 40 camionnette                                                                                         | Camionnette                                | classé     | 1978               | « PM68001713 » | Proposez une photo         |
| Mulhouse                                | Cité de l'automobile                     | Daimler autobus | Autobus                                    | classé     | 1978               | « PM68002019 » | Proposez une photo         |
| Mulhouse                                | Cité de l'automobile                     | Mercedes type 400 cabriolet 1924                                                                                    | Voiture automobile                         | classé     | 1978               | « PM68001849 » | Proposez une photo         |
| Rive-de-Gier                            | Château du Mouillon                      | Hispano-Suiza H6 B cabriolet (1933 EB 69)                                                                           | Décapotable                                | classé     | 2008               | « PM42001063 » | Proposez une photo         |
| Mulhouse                                | Cité de l'automobile                     | Fiat type 509 A cabriolet 1926                                                                                      | Décapotable                                | classé     | 1978               | « PM68001934 » | Proposez une photo         |
| Mulhouse                                | Cité de l'automobile                     | Maybach SW 38/42 berline                                                                                            | Berline                                    | classé     | 1978               | « PM68002047 » | Proposez une photo         |
| Mulhouse                                | Cité de l'automobile                     | Peugeot 26 vis-à-vis transformable                                                                                  | Voiture automobile                         | classé     | 1978               | « PM68001837 » | Proposez une photo         |
| Mulhouse                                | Cité de l'automobile                     | De Dion-Bouton DH coupé-chauffeur 1912                                                                              | Coupé automobile                           | classé     | 1978               | « PM68001971 » | Proposez une photo         |
| Mulhouse                                | Cité de l'automobile                     | Panhard & Levassor X 26 coupé-chauffeur 1920                                                                        | Coupé automobile                           | classé     | 1978               | « PM68001998 » | Proposez une photo         |
| Mulhouse                                | Cité de l'automobile                     | Mercedes-Benz 170 H coach découvrable                                                                               | Voiture automobile                         | classé     | 1978               | « PM68001861 » | Proposez une photo         |
| Mulhouse                                | Cité de l'automobile                     | Minerva type A H limousine                                                                                          | Berline                                    | classé     | 1978               | « PM68002061 » | Proposez une photo         |
| Andelot-Blancheville                    |                                          | Cadillac Obusier automoteur M8 EDITH, ex BREIZ ATAO                                                                 | Char                                       | classé     | 2011               | « PM52001510 » | Proposez une photo         |
| Mulhouse                                | Cité de l'automobile                     | Piccard-Pictet 18 HP coupé-chauffeur 1911                                                                           | Coupé automobile                           | classé     | 1978               | « PM68001941 » | Proposez une photo         |
| Mulhouse                                | Cité de l'automobile                     | Farman NF 1 limousine 1928                                                                                          | Berline                                    | classé     | 1978               | « PM68002030 » | Proposez une photo         |
| Mulhouse                                | Cité de l'automobile                     | Pilain 4-O tonneau 1911                                                                                             | Voiture automobile                         | classé     | 1978               | « PM68001950 » | Proposez une photo         |
| Rive-de-Gier                            | Château du Mouillon                      | Panhard & Levassor type X 73 Dynamic 140 coach (6552 AC 69)                                                         | Voiture automobile                         | classé     | 2008               | « PM42001065 » | Proposez une photo         |
| Mulhouse                                | Cité de l'automobile                     | Bugatti type 251 monoplace Grand Prix s/n 251-002                                                                   | voiture de course                          | classé     | 1978               | « PM68001685 » | Proposez une photo         |
| Mulhouse                                | Cité de l'automobile                     | Audi E 21/78 torpédo                                                                                                | Voiture automobile                         | classé     | 1978               | « PM68002049 » | Proposez une photo         |
| Mulhouse                                | Cité de l'automobile                     | De Dion-Bouton AU biplace                                                                                           | Voiture automobile                         | classé     | 1978               | « PM68001961 » | Image manquante Téléverser |
| Mulhouse                                | Cité de l'automobile                     | Mercedes-Benz 770 K cabriolet D 1938                                                                                | Décapotable                                | classé     | 1978               | « PM68001868 » | Proposez une photo         |
| Mulhouse                                | Cité de l'automobile                     | Gordini 16 monoplace F1 châssis 34 - 1952                                                                           | Voiture automobile                         | classé     | 1978               | « PM68001770 » | Proposez une photo         |
| Mulhouse                                | Cité de l'automobile                     | Bentley type 4 L 1/4 cabriolet                                                                                      | cabriolet                                  | classé     | 1978               | « PM68002017 » | Proposez une photo         |
| Mulhouse                                | Cité de l'automobile                     | Gordini 24 S biplace sport 1957                                                                                     | Voiture automobile                         | classé     | 1978               | « PM68001777 » | Proposez une photo         |
| Mulhouse                                | Cité de l'automobile                     | Bugatti Type 46 berline Million & Guiet - 1933                                                                      | Berline                                    | classé     | 1978               | « PM68001762 » | Proposez une photo         |
| Mulhouse                                | Cité de l'automobile                     | Ferrari 166 monoplace F2                                                                                            | Voiture automobile                         | classé     | 1978               | « PM68001648 » | Image manquante Téléverser |
| Mulhouse                                | Cité de l'automobile                     | Hispano-Suiza J 12 berline                                                                                          | Berline                                    | classé     | 1978               | « PM68001883 » | Proposez une photo         |
| Mulhouse                                | Cité de l'automobile                     | De Dion-Bouton O tonneau 1902                                                                                       | Voiture automobile                         | classé     | 1978               | « PM68001958 » | Proposez une photo         |
| Mulhouse                                | Cité de l'automobile                     | Bugatti Type 46 S berline - 1934                                                                                    | Berline                                    | classé     | 1978               | « PM68001763 » | Proposez une photo         |
| Mulhouse                                | Cité de l'automobile                     | Mercedes-Benz type W 154 monoplace Grand Prix 1939                                                                  | Voiture automobile                         | classé     | 1978               | « PM68001859 » | Proposez une photo         |
| Mulhouse                                | Cité de l'automobile                     | Bugatti type 35 A biplace course s/n 37373 - 1929                                                                   | Voiture automobile                         | classé     | 1978               | « PM68001667 » | Image manquante Téléverser |
| Mulhouse                                | Cité de l'automobile                     | Clément-Bayard type 4 M3 torpédo 2 places                                                                           | Voiture automobile                         | classé     | 1978               | « PM68001894 » | Proposez une photo         |
| Mulhouse                                | Cité de l'automobile                     | De Dion-Bouton DH limousine                                                                                         | Berline                                    | classé     | 1978               | « PM68001965 » | Proposez une photo         |
| Mulhouse                                | Cité de l'automobile                     | Bugatti Type 49 coupé bleu 1933                                                                                     | Coupé automobile                           | classé     | 1978               | « PM68001710 » | Proposez une photo         |
| Nantes                                  | Saint-Philbert-de-Grand-Lieu             | Chausson autobus AP2.50 n° 207 des Transports publics de Nantes, propriété de l'association Auto Rétro Nantes Océan | Autobus Vidéo                              | classé     | 2014               | « PM44000886 » | Image manquante Téléverser |
| Mulhouse                                | Cité de l'automobile                     | Lorraine-Dietrich B 3-6 torpédo - 1923                                                                              | Voiture automobile                         | classé     | 1978               | « PM68002038 » | Proposez une photo         |
| Mulhouse                                | Cité de l'automobile                     | Delaunay-Belleville F6 bus d'hôtel 1909                                                                             | Voiture d'hôtel                            | classé     | 1978               | « PM68002034 » | Proposez une photo         |
| Mulhouse                                | Cité de l'automobile                     | Rolls-Royce 20/25 HP châssis                                                                                        | Voiture automobile                         | classé     | 1978               | « PM68002011 » | Image manquante Téléverser |
| Mulhouse                                | Cité de l'automobile                     | Rolls-Royce Phantom III berline s/n 3 AZ 196 - 1936                                                                 | Berline                                    | classé     | 1978               | « PM68002022 » | Image manquante Téléverser |
| Mulhouse                                | Cité de l'automobile                     | Benz type Velociped phaéton 1896                                                                                    | Voiture automobile                         | classé     | 1978               | « PM68001854 » | Proposez une photo         |
| Mulhouse                                | Cité de l'automobile                     | Mercedes type 37/70 biplace sport                                                                                   | Voiture automobile                         | classé     | 1978               | « PM68001851 » | Proposez une photo         |
| Mulhouse                                | Cité de l'automobile                     | Bugatti type 57/101 châssis automobile                                                                              | Voiture automobile                         | classé     | 1978               | « PM68001734 » | Image manquante Téléverser |
| Mulhouse                                | Cité de l'automobile                     | Mercedes-Benz W 125 monoplace Grand Prix 1937                                                                       | Voiture automobile                         | classé     | 1978               | « PM68001875 » | Proposez une photo         |
| Mulhouse                                | Cité de l'automobile                     | Bugatti Type 57 coach s/n 57611 "Ventoux" - 1938                                                                    | Voiture automobile                         | classé     | 1978               | « PM68001731 » | Proposez une photo         |
| Mulhouse                                | Cité de l'automobile                     | Clément-Bayard type 4 M3 torpédo 4 places                                                                           | Voiture automobile                         | classé     | 1978               | « PM68001893 » | Proposez une photo         |
| Mulhouse                                | Cité de l'automobile                     | Voisin C28 berline                                                                                                  | Berline                                    | classé     | 1978               | « PM68001810 » | Proposez une photo         |
| Mulhouse                                | Cité de l'automobile                     | Talbot 26 C monoplace Grand Prix 1949                                                                               | Voiture automobile                         | classé     | 1978               | « PM68001656 » | Proposez une photo         |
| Mulhouse                                | Cité de l'automobile                     | Monet-Goyon type MV torpédo                                                                                         | Voiture automobile                         | classé     | 1978               | « PM68001922 » | Proposez une photo         |
| Poitiers                                |                                          | Citroën T45 autobus 48                                                                                              | Autobus                                    | classé     | 2002               | « PM86000878 » | Image manquante Téléverser |
| Mulhouse                                | Cité de l'automobile                     | Peugeot 174 coach 1924                                                                                              | Voiture automobile                         | classé     | 1978               | « PM68001832 » | Proposez une photo         |
| Rive-de-Gier                            | Château du Mouillon                      | Hotchkiss type 864 berline (7441 AS 69)                                                                             | Berline                                    | classé     | 2008               | « PM42001067 » | Proposez une photo         |
| Mulhouse                                | Cité de l'automobile                     | Gladiator 12 HP double phaéton                                                                                      | Voiture automobile                         | classé     | 1978               | « PM68001908 » | Proposez une photo         |
| Mulhouse                                | Cité de l'automobile                     | Voisin C 7 coach | Voiture automobile                         | classé     | 1978               | « PM68001812 » | Image manquante Téléverser |
| Mulhouse                                | Cité de l'automobile                     | Gordini 26 S biplace sport 1953                                                                                     | Voiture automobile                         | classé     | 1978               | « PM68001775 » | Proposez une photo         |
| Mulhouse                                | Cité de l'automobile                     | Horch 670 cabriolet                                                                                                 | Décapotable                                | classé     | 1978               | « PM68002052 » | Proposez une photo         |
| Mulhouse                                | Cité de l'automobile                     | Bugatti Type 57 S coupé Atalante s/n 57481 - 1936 (présenté démonté)                                                | Coupé automobile                           | classé     | 1978               | « PM68001749 » | Proposez une photo         |
| Mulhouse                                | Cité de l'automobile                     | Simca-Gordini 5 biplace sport 1937                                                                                  | Voiture automobile                         | classé     | 1978               | « PM68001779 » | Proposez une photo         |
| Mulhouse                                | Cité de l'automobile                     | Ballot 3/8 LC biplace course                                                                                        | Voiture automobile                         | classé     | 1978               | « PM68001820 » | Proposez une photo         |
| Mulhouse                                | Cité de l'automobile                     | Peugeot BB torpédo                                                                                                  | Voiture automobile                         | classé     | 1978               | « PM68001828 » | Proposez une photo         |
| Mulhouse                                | Cité de l'automobile                     | Mercedes-Benz 300 SLR biplace course 1955                                                                           | Voiture automobile                         | classé     | 1978               | « PM68001876 » | Proposez une photo         |
| Mulhouse                                | Cité de l'automobile                     | Salmson VAL 3 biplace sport                                                                                         | Voiture automobile                         | classé     | 1978               | « PM68001802 » | Proposez une photo         |
| Mulhouse                                | Cité de l'automobile                     | Bugatti type 101 coach                                                                                              | Voiture automobile                         | classé     | 1978               | « PM68001736 » | Proposez une photo         |
| Mulhouse                                | Cité de l'automobile                     | Peugeot BB châssis automobile                                                                                       | Voiture automobile                         | classé     | 1978               | « PM68001830 » | Image manquante Téléverser |
| Mulhouse                                | Cité de l'automobile                     | Brasier KD coupé chauffeur 1908                                                                                     | Coupé automobile                           | classé     | 1978               | « PM68001943 » | Proposez une photo         |
| Rive-de-Gier                            | Château du Mouillon                      | Hispano-Suiza K 6 coupé de ville Vanvooren (3610 EA 69)                                                             | Coupé automobile                           | classé     | 2008               | « PM42001064 » | Proposez une photo         |
| Mulhouse                                | Cité de l'automobile                     | Panhard & Levassor U 1 coupé chauffeur 1906                                                                         | Coupé automobile                           | classé     | 1978               | « PM68002001 » | Proposez une photo         |
| Mulhouse                                | Cité de l'automobile                     | De Dion-Bouton G vis-à-vis s/n 1430                                                                                 | Voiture automobile                         | classé     | 1978               | « PM68001982 » | Proposez une photo         |
| Mulhouse                                | Cité de l'automobile                     | Bugatti Type 55 coupé s/n 55204 - 1932                                                                              | Coupé automobile                           | classé     | 1978               | « PM68001690 » | Image manquante Téléverser |
| Mulhouse                                | Cité de l'automobile                     | Sizaire-Naudin 12 HP biplace de course                                                                              | Voiture automobile                         | classé     | 1978               | « PM68001951 » | Proposez une photo         |
| Mulhouse                                | Cité de l'automobile                     | Peugeot BB torpédo                                                                                                  | Voiture automobile                         | classé     | 1978               | « PM68001829 » | Proposez une photo         |
| Mulhouse                                | Cité de l'automobile                     | De Dion-Bouton E vis-à-vis                                                                                          | Voiture automobile                         | classé     | 1978               | « PM68001984 » | Proposez une photo         |
| Mulhouse                                | Cité de l'automobile                     | Mercedes-Benz 770 K (W 150) châssis automobile                                                                      | Voiture automobile                         | classé     | 1978               | « PM68001867 » | Proposez une photo         |
| Mulhouse                                | Cité de l'automobile                     | Bugatti type 45 biplace course 1930                                                                                 | Voiture automobile                         | classé     | 1978               | « PM68001677 » | Proposez une photo         |
| Mulhouse                                | Cité de l'automobile                     | Renault NC double phaéton 1903                                                                                      | Voiture automobile                         | classé     | 1978               | « PM68001986 » | Image manquante Téléverser |
| Mulhouse                                | Cité de l'automobile                     | Citroën type 5 HP C3 torpédo 3 places dite "Trèfle" 1925                                                            | Voiture automobile                         | classé     | 1978               | « PM68001816 » | Proposez une photo         |
| Mulhouse                                | Cité de l'automobile                     | Peugeot 176 châssis automobile                                                                                      | Voiture automobile                         | classé     | 1978               | « PM68001831 » | Image manquante Téléverser |
| Mulhouse                                | Cité de l'automobile                     | Grégoire (Pierre-Joseph) 6/8 HP biplace sport 1910                                                                  | Voiture automobile                         | classé     | 1978               | « PM68001907 » | Proposez une photo         |
| Mulhouse                                | Cité de l'automobile                     | Mercedes-Benz 320 cabriolet 1938                                                                                    | Décapotable                                | classé     | 1978               | « PM68001845 » | Image manquante Téléverser |
| Mulhouse                                | Cité de l'automobile                     | Bugatti Type 64 Coach                                                                                               | Voiture automobile                         | classé     | 1978               | « PM68001739 » | Proposez une photo         |
| Mulhouse                                | Cité de l'automobile                     | Rolls-Royce 20 HP limousine 1925                                                                                    | Berline                                    | classé     | 1978               | « PM68002013 » | Proposez une photo         |
| Mulhouse                                | Cité de l'automobile                     | Bugatti type 35 biplace course s/n 4492 - 1925                                                                      | Voiture automobile                         | classé     | 1978               | « PM68001660 » | Proposez une photo         |
| Mulhouse                                | Cité de l'automobile                     | Barré 4 FM torpédo                                                                                                  | Voiture automobile                         | classé     | 1978               | « PM68001892 » | Proposez une photo         |
| Mulhouse                                | Cité de l'automobile                     | Esculape phaéton | Voiture automobile                         | classé     | 1978               | « PM68001915 » | Proposez une photo         |
| Mulhouse                                | Cité de l'automobile                     | Bugatti Type 57 coach s/n 57616 "Ventoux" - 1939                                                                    | Voiture automobile                         | classé     | 1978               | « PM68001738 » | Proposez une photo         |
| Rive-de-Gier                            | Château du Mouillon                      | Hispano-Suiza type H6 B (3658 DY 69) coupé-de-ville transformable Billeter et Cartier                               | Coupé automobile                           | classé     | 2008               | « PM42001062 » | Proposez une photo         |
| Mulhouse                                | Cité de l'automobile                     | Panhard & Levassor type A 1 landaulet 1898                                                                          | Voiture automobile                         | classé     | 1978               | « PM68002005 » | Proposez une photo         |
| Mulhouse                                | Cité de l'automobile                     | Maybach SW 38 limousine 1937                                                                                        | Berline                                    | classé     | 1978               | « PM68002045 » | Proposez une photo         |
| Mulhouse                                | Cité de l'automobile                     | Gordini 17 S biplace sport 1953                                                                                     | Voiture automobile                         | classé     | 1978               | « PM68001771 » | Proposez une photo         |
| Mulhouse                                | Cité de l'automobile                     | Panhard & Levassor type X 12 coupé-chauffeur 1912                                                                   | Coupé automobile                           | classé     | 1978               | « PM68001999 » | Proposez une photo         |
| Mulhouse                                | Cité de l'automobile                     | De Dion-Bouton BG tonneau                                                                                           | Voiture automobile                         | classé     | 1978               | « PM68001972 » | Proposez une photo         |
| Mulhouse                                | Cité de l'automobile                     | Bugatti type 35 T biplace course 1926                                                                               | Voiture automobile                         | classé     | 1978               | « PM68001674 » | Proposez une photo         |
| Mulhouse                                | Cité de l'automobile                     | Georges Richard vis-à-vis 1897                                                                                      | Voiture automobile                         | classé     | 1978               | « PM68001927 » | Proposez une photo         |
| Mulhouse                                | Cité de l'automobile                     | Bugatti Type 57 SC coupé Corsica châssis 57-602                                                                     | Coupé automobile                           | classé     | 1978               | « PM68001752 » | Image manquante Téléverser |
| Mulhouse                                | Cité de l'automobile                     | Mathis P torpédo 1924                                                                                               | Voiture automobile                         | classé     | 1978               | « PM68001815 » | Proposez une photo         |
| Mulhouse                                | Cité de l'automobile                     | Bugatti type 37 biplace course                                                                                      | Voiture automobile                         | classé     | 1978               | « PM68001673 » | Image manquante Téléverser |
| Mulhouse                                | Cité de l'automobile                     | Maserati type 250 F monoplace Grand Prix s/n 2511 - 1954                                                            | Voiture automobile                         | classé     | 1978               | « PM68001795 » | Proposez une photo         |
| Rive-de-Gier                            | Château du Mouillon                      | Cadillac type 60S Fleetwood Sixty Special 56 berline (1755 LG 69)                                                   | Berline                                    | classé     | 2008               | « PM42001071 » | Proposez une photo         |
| Mulhouse                                | Cité de l'automobile                     | Bugatti Type 46 cabriolet s/n 46125 - 1930                                                                          | Décapotable                                | classé     | 1978               | « PM68001759 » | Proposez une photo         |
| Mulhouse                                | Cité de l'automobile                     | De Dion-Bouton DX torpédo                                                                                           | Voiture automobile                         | classé     | 1978               | « PM68001964 » | Proposez une photo         |
| Mulhouse                                | Cité de l'automobile                     | De Dion-Bouton G vis-à-vis s/n 0868                                                                                 | Voiture automobile                         | classé     | 1978               | « PM68001979 » | Image manquante Téléverser |
| Mulhouse                                | Cité de l'automobile                     | Hispano-Suiza J 12 coupé-chauffeur                                                                                  | Coupé automobile                           | classé     | 1978               | « PM68001882 » | Proposez une photo         |
| Mulhouse                                | Cité de l'automobile                     | Mercedes-Benz 540 K cabriolet B 1936 crème                                                                          | Décapotable                                | classé     | 1978               | « PM68001865 » | Proposez une photo         |
| Mulhouse                                | Cité de l'automobile                     | Mercedes-Benz 720 SSK Biplace sport 1929                                                                            | Voiture automobile                         | classé     | 1978               | « PM68001874 » | Proposez une photo         |
| Mulhouse                                | Cité de l'automobile                     | De Dion-Bouton G vis-à-vis s/n 1133                                                                                 | Voiture automobile                         | classé     | 1978               | « PM68001980 » | Image manquante Téléverser |
| Mulhouse                                | Cité de l'automobile                     | Scott trois roues Sociable Tricar                                                                                   | Voiture automobile                         | classé     | 1978               | « PM68001896 » | Proposez une photo         |
| Mulhouse                                | Cité de l'automobile                     | Georges Richard Poney sèrie E tonneau 1897                                                                          | Voiture automobile                         | classé     | 1978               | « PM68001903 » | Proposez une photo         |
| Mulhouse                                | Cité de l'automobile                     | Bugatti Type 43 châssis automobile 1931                                                                             | Voiture automobile                         | classé     | 1978               | « PM68001766 » | Image manquante Téléverser |
| Mulhouse                                | Cité de l'automobile                     | Gordini 23 S biplace sport 1953                                                                                     | Voiture automobile                         | classé     | 1978               | « PM68001774 » | Proposez une photo         |
| Mulhouse                                | Cité de l'automobile                     | Bugatti Type 43 cabriolet                                                                                           | Décapotable                                | classé     | 1978               | « PM68001705 » | Proposez une photo         |
| Mulhouse                                | Cité de l'automobile                     | Le Zèbre C torpédo 1913 s/n 3372                                                                                    | Voiture automobile                         | classé     | 1978               | « PM68001932 » | Image manquante Téléverser |
| Mulhouse                                | Cité de l'automobile                     | Clément-Panhard VCP phaéton                                                                                         | Voiture automobile                         | classé     | 1978               | « PM68001911 » | Proposez une photo         |
| Mulhouse                                | Cité de l'automobile                     | Bugatti Type 46 cabriolet s/n 46555 - 1934                                                                          | Décapotable                                | classé     | 1978               | « PM68001761 » | Proposez une photo         |
| Mulhouse                                | Cité de l'automobile                     | Isotta-Fraschini type 8 A limousine 1926                                                                            | Berline                                    | classé     | 1978               | « PM68002033 » | Proposez une photo         |
| Mulhouse                                | Cité de l'automobile                     | Peugeot 8 phaétonnet                                                                                                | Voiture automobile                         | classé     | 1978               | « PM68001839 » | Proposez une photo         |
| Mulhouse                                | Cité de l'automobile                     | Hispano-Suiza K 6 limousine                                                                                         | Berline                                    | classé     | 1978               | « PM68001880 » | Proposez une photo         |
| Mulhouse                                | Cité de l'automobile                     | Rolls-Royce 20 HP cabriolet 1927                                                                                    | Décapotable                                | classé     | 1978               | « PM68002012 » | Image manquante Téléverser |
| Mulhouse                                | Cité de l'automobile                     | De Dion-Bouton BO 2 châssis automobile                                                                              | Voiture automobile                         | classé     | 1978               | « PM68001966 » | Image manquante Téléverser |
| Mulhouse                                | Cité de l'automobile                     | Rolls-Royce Silver-Ghost landaulet 1921                                                                             | Voiture automobile                         | classé     | 1978               | « PM68002027 » | Proposez une photo         |
| Mulhouse                                | Cité de l'automobile                     | Maybach DS 7 limousine                                                                                              | Berline                                    | classé     | 1978               | « PM68002043 » | Image manquante Téléverser |
| Mulhouse                                | Cité de l'automobile                     | Lancia Dilambda torpédo 1929                                                                                        | Voiture automobile                         | classé     | 1978               | « PM68002053 » | Proposez une photo         |
| Mulhouse                                | Cité de l'automobile                     | Lorraine-Dietrich FRH F4 torpédo                                                                                    | Voiture automobile                         | classé     | 1978               | « PM68002040 » | Image manquante Téléverser |
| Mulhouse                                | Cité de l'automobile                     | Ferrari 156 B monoplace F1                                                                                          | Voiture automobile                         | classé     | 1978               | « PM68001652 » | Proposez une photo         |
| Mulhouse                                | Cité de l'automobile                     | Bugatti Type 43 torpédo grand sport s/n 43213 - 1928.                                                               | Voiture automobile                         | classé     | 1978               | « PM68001704 » | Proposez une photo         |
| Mulhouse                                | Cité de l'automobile                     | Maserati type 2000 biplace sport 1930                                                                               | Voiture automobile                         | classé     | 1978               | « PM68001790 » | Proposez une photo         |
| Mulhouse                                | Cité de l'automobile                     | Bugatti type 13/23 biplace course s/n 2385 - 1919                                                                   | Voiture automobile                         | classé     | 1978               | « PM68001642 » | Proposez une photo         |
| Mulhouse                                | Cité de l'automobile                     | Bugatti type 252 prototype roadster                                                                                 | prototype                                  | classé     | 1978               | « PM68001697 » | Proposez une photo         |
| Mulhouse                                | Cité de l'automobile                     | Bugatti Type 57 C cabriolet s/n 57747 - 1938                                                                        | Décapotable                                | classé     | 1978               | « PM68001727 » | Proposez une photo         |
| Mulhouse                                | Cité de l'automobile                     | Isotta-Fraschini type 8 A berline 1925                                                                              | Berline                                    | classé     | 1978               | « PM68002032 » | Proposez une photo         |
| Mulhouse                                | Cité de l'automobile                     | Bugatti Type 57 coach s/n 57496 1936                                                                                | Voiture automobile                         | classé     | 1978               | « PM68001730 » | Proposez une photo         |
| Mulhouse                                | Cité de l'automobile                     | Le Gui B 2 torpédo 1913                                                                                             | Voiture automobile                         | classé     | 1978               | « PM68001906 » | Proposez une photo         |
| Lyon                                    | Fondation Marius Berliet                 | Latil N°8 charrette anglaise à 2 bancs motorisée 1899                                                               | Voiture automobile                         | classé     | 1992               | « PM69000923 » | Image manquante Téléverser |
| Mulhouse                                | Cité de l'automobile                     | Cisitalia D 46 monoplace Grand Prix                                                                                 | Voiture automobile                         | classé     | 1978               | « PM68001789 » | Proposez une photo         |
| Mulhouse                                | Cité de l'automobile                     | Austro-Daimler type ADR 6 berline 1931                                                                              | Berline                                    | classé     | 1978               | « PM68002041 » | Proposez une photo         |
| Mulhouse                                | Cité de l'automobile                     | Hispano-Suiza H 6 B coupé-chauffeur                                                                                 | Coupé automobile                           | classé     | 1978               | « PM68001879 » | Proposez une photo         |
| Mulhouse                                | Cité de l'automobile                     | M.A.F. F-5/14 PS torpédo 1914                                                                                       | Voiture automobile                         | classé     | 1978               | « PM68001904 » | Proposez une photo         |
| Mulhouse                                | Cité de l'automobile                     | Bugatti Type 57 S cabriolet s/n 57572 - 1937                                                                        | Décapotable                                | classé     | 1978               | « PM68001750 » | Proposez une photo         |
| Mulhouse                                | Cité de l'automobile                     | Bugatti type 251 monoplace Grand Prix s/n 251-001                                                                   | voiture de course                          | classé     | 1978               | « PM68001684 » | Proposez une photo         |
| Mulhouse                                | Cité de l'automobile                     | Rolls-Royce Phantom III limousine 1938                                                                              | Berline                                    | classé     | 1978               | « PM68002015 » | Proposez une photo         |
| Mulhouse                                | Cité de l'automobile                     | Bugatti Type 43 A roadster 1930                                                                                     | Voiture automobile                         | classé     | 1978               | « PM68001700 » | Proposez une photo         |
| Mulhouse                                | Cité de l'automobile                     | Bugatti Type 49 berline rouge 1934                                                                                  | Berline                                    | classé     | 1978               | « PM68001708 » | Proposez une photo         |
| Mulhouse                                | Cité de l'automobile                     | Daimler V 26 limousine                                                                                              | Berline                                    | classé     | 1978               | « PM68002059 » | Image manquante Téléverser |
| Mulhouse                                | Cité de l'automobile                     | Benz Idéal vis-à-vis                                                                                                | Voiture automobile                         | classé     | 1978               | « PM68001841 » | Proposez une photo         |
| Mulhouse                                | Cité de l'automobile                     | Bugatti type 35 B biplace course s/n 4933 - 1929                                                                    | Voiture automobile                         | classé     | 1978               | « PM68001632 » | Proposez une photo         |
| Mulhouse                                | Cité de l'automobile                     | Bugatti type 37 biplace course 1928                                                                                 | Voiture automobile                         | classé     | 1978               | « PM68001672 » | Proposez une photo         |
| Mulhouse                                | Cité de l'automobile                     | Sénéchal SS biplace sport 1925                                                                                      | Voiture automobile                         | classé     | 1978               | « PM68001803 » | Proposez une photo         |
| Mulhouse                                | Cité de l'automobile                     | Peugeot 172 torpédo 1923                                                                                            | Voiture automobile                         | classé     | 1978               | « PM68001833 » | Proposez une photo         |
| Mulhouse                                | Cité de l'automobile                     | Bugatti Type 43 A roadster 1929                                                                                     | Voiture automobile                         | classé     | 1978               | « PM68001699 » | Proposez une photo         |
| Mulhouse                                | Cité de l'automobile (réserves)          | Rochet-Schneider type 14 HP torpédo 1925                                                                            | Voiture automobile                         | classé     | 1978               | « PM68001938 » | Proposez une photo         |
| Mulhouse                                | Cité de l'automobile                     | Bugatti type 13 biplace sport s/n 484 - 1912                                                                        | Voiture automobile                         | classé     | 1978               | « PM68001638 » | Proposez une photo         |
| Mulhouse                                | Cité de l'automobile                     | Lotus 33 monoplace F1                                                                                               | Voiture automobile                         | classé     | 1978               | « PM68001645 » | Proposez une photo         |
| Mulhouse                                | Cité de l'automobile                     | O.M. 665 SS MM roadster 1931                                                                                        | Voiture automobile                         | classé     | 1978               | « PM68001819 » | Proposez une photo         |
| Mulhouse                                | Cité de l'automobile                     | Renault AX torpédo 1912                                                                                             | Voiture automobile                         | classé     | 1978               | « PM68001990 » | Image manquante Téléverser |
| Mulhouse                                | Cité de l'automobile                     | Renault T phaéton 1904                                                                                              | Voiture automobile                         | classé     | 1978               | « PM68001985 » | Proposez une photo         |
| Rive-de-Gier                            | Château du Mouillon                      | Voisin type C16 limousine avec malle (9860 JA 2)                                                                    | Berline                                    | classé     | 2008               | « PM42001061 » | Proposez une photo         |
| Mulhouse                                | Cité de l'automobile                     | Zedel CA torpédo | Voiture automobile                         | classé     | 1978               | « PM68001947 » | Image manquante Téléverser |
| Mulhouse                                | Cité de l'automobile                     | Delage F biplace de course 1908                                                                                     | Voiture automobile                         | classé     | 1978               | « PM68001890 » | Proposez une photo         |
| Mulhouse                                | Cité de l'automobile                     | Bugatti type 52 "Baby" voiture électrique pour enfant - 1927                                                        | voiture électrique jouet                   | classé     | 1978               | « PM68001634 » | Proposez une photo         |
| Mulhouse                                | Cité de l'automobile                     | Bugatti type 38 biplace sport                                                                                       | Voiture automobile                         | classé     | 1978               | « PM68001669 » | Proposez une photo         |
| Mulhouse                                | Cité de l'automobile                     | De Dion-Bouton H phaéton 1901                                                                                       | Voiture automobile                         | classé     | 1978               | « PM68001957 » | Proposez une photo         |
| Mulhouse                                | Cité de l'automobile                     | Bugatti type 35 biplace course s/n 4565 - 1925                                                                      | Voiture automobile                         | classé     | 1978               | « PM68001661 » | Proposez une photo         |
| Mulhouse                                | Cité de l'automobile                     | Bugatti type 38 torpédo                                                                                             | Voiture automobile                         | classé     | 1978               | « PM68001668 » | Proposez une photo         |
| Mulhouse                                | Cité de l'automobile                     | Panhard & Levassor type B tonneau 1902                                                                              | Voiture automobile                         | classé     | 1978               | « PM68002002 » | Proposez une photo         |
| Mulhouse                                | Cité de l'automobile                     | Mathis Hermes 80/90 HP biplace sport blanc                                                                          | Voiture automobile                         | classé     | 1978               | « PM68001635 » | Proposez une photo         |
| Mulhouse                                | Cité de l'automobile                     | Bugatti Type 49 cabriolet rouge & noir 1934                                                                         | Décapotable                                | classé     | 1978               | « PM68001724 » | Proposez une photo         |
| Mulhouse                                | Cité de l'automobile                     | De Dion-Bouton L vis-à-vis 1902                                                                                     | Voiture automobile                         | classé     | 1978               | « PM68001978 » | Proposez une photo         |
| Rive-de-Gier                            | Château du Mouillon                      | Volvo type 1644 berline (6912 MF 69)                                                                                | Berline                                    | classé     | 2008               | « PM42001072 » | Proposez une photo         |
| Mulhouse                                | Cité de l'automobile                     | Bugatti Type 49 coach vert 1933                                                                                     | Coupé automobile                           | classé     | 1978               | « PM68001720 » | Proposez une photo         |
| Mulhouse                                | Cité de l'automobile                     | De Dion-Bouton AL tonneau 1906                                                                                      | Voiture automobile                         | classé     | 1978               | « PM68001974 » | Proposez une photo         |
| Mulhouse                                | Cité de l'automobile                     | Bugatti Type 57 coach s/n 57721 - 1939                                                                              | Voiture automobile                         | classé     | 1978               | « PM68001729 » | Image manquante Téléverser |
| Mulhouse                                | Cité de l'automobile                     | Bugatti Type 55 roadster s/n 55224 - 1932                                                                           | Voiture automobile                         | classé     | 1978               | « PM68001692 » | Proposez une photo         |
| Mulhouse                                | Cité de l'automobile                     | ABC motocyclette construite en 1922 par Gnome et Rhône sous licence                                                 | Véhicule motorisé à deux roues             | classé     | 1978               | « PM68001898 » | Proposez une photo         |
| Mulhouse                                | Cité de l'automobile                     | Amilcar CO monoplace déportée 1926                                                                                  | Voiture automobile                         | classé     | 1978               | « PM68001798 » | Proposez une photo         |
| Mulhouse                                | Cité de l'automobile                     | Maserati type 300 S biplace sport 1956                                                                              | Voiture automobile                         | classé     | 1978               | « PM68001797 » | Proposez une photo         |
| Mulhouse                                | Cité de l'automobile                     | Isotta-Fraschini type 8 A landaulet 1928                                                                            | Voiture automobile                         | classé     | 1978               | « PM68002031 » | Proposez une photo         |
| Mulhouse                                | Cité de l'automobile                     | Bugatti Type 49 berline                                                                                             | Berline                                    | classé     | 1978               | « PM68001711 » | Image manquante Téléverser |
| Mulhouse                                | Cité de l'automobile                     | Ferrari 500 monoplace F2 s/n 0184 F2                                                                                | Voiture automobile                         | classé     | 1978               | « PM68001651 » | Image manquante Téléverser |
| Rive-de-Gier                            | Château du Mouillon                      | Humber type Super Snipe MK IV (2437 KA 69)                                                                          | Berline                                    | classé     | 2008               | « PM42001069 » | Proposez une photo         |
| Mulhouse                                | Cité de l'automobile                     | Maybach SW 38 cabriolet                                                                                             | Décapotable                                | classé     | 1978               | « PM68002048 » | Image manquante Téléverser |
| Mulhouse                                | Cité de l'automobile                     | Peugeot 3 vis-à-vis                                                                                                 | Voiture automobile                         | classé     | 1978               | « PM68001840 » | Image manquante Téléverser |
| Mulhouse                                | Cité de l'automobile                     | Renault Dauphine version Ondine "Aérostable"                                                                        | prototype automobile                       | classé     | 1978               | « PM68002074 » | Proposez une photo         |
| Mulhouse                                | Cité de l'automobile                     | Bugatti type 35 biplace course s/n 4612 - 1925                                                                      | Voiture automobile                         | classé     | 1978               | « PM68001664 » | Proposez une photo         |
| Mulhouse                                | Cité de l'automobile                     | Renault AX torpédo 1910                                                                                             | Voiture automobile                         | classé     | 1978               | « PM68001987 » | Proposez une photo         |
| Mulhouse                                | Cité de l'automobile                     | Bugatti type 44 coupé 1927                                                                                          | Coupé automobile                           | classé     | 1978               | « PM68001719 » | Proposez une photo         |
| Mulhouse                                | Cité de l'automobile                     | Violet-Bogey A torpédo 1913                                                                                         | Voiture automobile                         | classé     | 1978               | « PM68001914 » | Proposez une photo         |
| Mulhouse                                | Cité de l'automobile                     | Mercedes-Benz 290 cabriolet                                                                                         | Décapotable                                | classé     | 1978               | « PM68001863 » | Proposez une photo         |
| Mulhouse                                | Cité de l'automobile                     | Hurtu dos-à-dos - 1897                                                                                              | Voiture automobile                         | classé     | 1978               | « PM68001926 » | Proposez une photo         |
| Mulhouse                                | Cité de l'automobile                     | Fiat 508 S roadster 1936                                                                                            | Voiture automobile                         | classé     | 1978               | « PM68001933 » | Proposez une photo         |
| Mulhouse                                | Cité de l'automobile                     | Benz Victoria vis-à-vis 1893                                                                                        | Voiture automobile                         | classé     | 1978               | « PM68001857 » | Proposez une photo         |
| Mulhouse                                | Cité de l'automobile                     | Rolls-Royce Phantom III berline s/n 3 BU 140 - 1936                                                                 | Berline                                    | classé     | 1978               | « PM68002023 » | Image manquante Téléverser |
| Mulhouse                                | Cité de l'automobile                     | Rolls-Royce Phantom I berline 1928                                                                                  | Berline                                    | classé     | 1978               | « PM68002026 » | Proposez une photo         |
| Mulhouse                                | Cité de l'automobile                     | Turicum D 1 châssis automobile                                                                                      | Voiture automobile                         | classé     | 1978               | « PM68001952 » | Image manquante Téléverser |
| Mulhouse                                | Cité de l'automobile                     | Panhard & Levassor type A 2 tonneau fermé 1899                                                                      | Voiture automobile                         |            | 1978               | « PM68002004 » | Proposez une photo         |
| Mulhouse                                | Cité de l'automobile                     | Renault EU limousine 1920                                                                                           | Berline                                    | classé     | 1978               | « PM68001995 » | Proposez une photo         |
| Mulhouse                                | Cité de l'automobile                     | Gordini 20 S biplace sport 1952                                                                                     | Voiture automobile                         | classé     | 1978               | « PM68001772 » | Proposez une photo         |
| Mulhouse                                | Cité de l'automobile                     | Bugatti type 35 B roadster 1928                                                                                     | Voiture automobile                         | classé     | 1978               | « PM68001670 » | Proposez une photo         |
| Mulhouse                                | Cité de l'automobile                     | De Dion-Bouton G vis-à-vis s/n 0666                                                                                 | Voiture automobile                         | classé     | 1978               | « PM68001955 » | Image manquante Téléverser |
| Mulhouse                                | Cité de l'automobile                     | Gordini 24 S biplace sport 1953                                                                                     | Voiture automobile                         | classé     | 1978               | « PM68001776 » | Proposez une photo         |
| Mulhouse                                | Cité de l'automobile                     | Bugatti Type 49 berline s/n 49576 - 1934                                                                            | Berline                                    | classé     | 1978               | « PM68001709 » | Image manquante Téléverser |
| Mulhouse                                | Cité de l'automobile                     | Bugatti type 35 A biplace course s/n 4611 - 1925                                                                    | Voiture automobile                         | classé     | 1978               | « PM68001662 » | Image manquante Téléverser |
| Mulhouse                                | Cité de l'automobile                     | Alfa Romeo type 8 C 2,6 roadster                                                                                    | Voiture automobile                         | classé     | 1978               | « PM68001786 » | Proposez une photo         |
| Mulhouse                                | Cité de l'automobile                     | Hispano-Suiza B châssis automobile                                                                                  | Voiture automobile                         | classé     | 1978               | « PM68001878 » | Image manquante Téléverser |
| Mulhouse                                | Cité de l'automobile                     | Bugatti type 50 T cabriolet                                                                                         | Décapotable                                | classé     | 1978               | « PM68001740 » | Proposez une photo         |
| Mulhouse                                | Cité de l'automobile                     | Amilcar CGSS biplace sport 1926                                                                                     | Voiture automobile                         | classé     | 1978               | « PM68001800 » | Proposez une photo         |
| Mulhouse                                | Cité de l'automobile                     | Bugatti type 35 biplace course s/n 4807 - 1926                                                                      | Voiture automobile                         | classé     | 1978               | « PM68001665 » | Proposez une photo         |
| Mulhouse                                | Cité de l'automobile                     | Bugatti Type 46 limousine - 1930                                                                                    | Berline                                    | classé     | 1978               | « PM68001760 » | Proposez une photo         |
| Mulhouse                                | Cité de l'automobile                     | Peugeot BB torpédo                                                                                                  | Voiture automobile                         | classé     | 1978               | « PM68001827 » | Proposez une photo         |
| Mulhouse                                | Cité de l'automobile                     | Hispano-Suiza J 12 cabriolet                                                                                        | Décapotable                                | classé     | 1978               | « PM68001881 » | Proposez une photo         |
| Mulhouse                                | Cité de l'automobile                     | Bugatti Type 55 coupé s/n 55203 - 1932                                                                              | Coupé automobile                           | classé     | 1978               | « PM68001689 » | Proposez une photo         |
| Mulhouse                                | Cité de l'automobile                     | Piccolo 5 HP vis-à-vis 1906                                                                                         | Voiture automobile                         | classé     | 1978               | « PM68001918 » | Proposez une photo         |
| Mulhouse                                | Cité de l'automobile                     | Philos A 4 M torpédo 1914                                                                                           | Voiture automobile                         | classé     | 1978               | « PM68001948 » | Proposez une photo         |
| Mulhouse                                | Cité de l'automobile                     | Mercedes 6/40/65 châssis automobile                                                                                 | Voiture automobile                         | classé     | 1978               | « PM68001860 » | Image manquante Téléverser |
| Mulhouse                                | Cité de l'automobile                     | Bugatti type 28 torpédo 1921                                                                                        | prototype automobile                       | classé     | 1978               | « PM68001644 » | Proposez une photo         |
| Mulhouse                                | Cité de l'automobile                     | Bugatti type 23 torpédo s/n 995 - 1920                                                                              | Voiture automobile                         | classé     | 1978               | « PM68001643 » | Image manquante Téléverser |
| Mulhouse                                | Cité de l'automobile                     | Lancia Theta 61 torpédo 1917                                                                                        | Voiture automobile                         | classé     | 1978               | « PM68002054 » | Proposez une photo         |
| Mulhouse                                | Cité de l'automobile                     | Grégoire-Compagnie Générale d'Électricité utilitaire tout électrique                                                | automobile électrique                      | classé     | 1978               | « PM68002076 » | Proposez une photo         |